# Cmentarz żydowski w Krasnosielcu
Cmentarz żydowski w Krasnosielcu – kirkut służący niegdyś żydowskiej społeczności Krasnosielca. Znajdował się północnej części miejscowości. Cmentarz został zniszczony podczas wojny. Nie zachowały się żadne nagrobki.